# 수재나 그랜트
수재나 그랜트(영어: Susannah Grant, 1963년 1월 4일 ~ )는 미국의 영화 각본가이다. 대표작으로 《포카혼타스》(1995), 《에린 브로코비치》(2000), 《샬롯의 거미줄》(2006)이 있다. 《에린 브로코비치》로 그해 아카데미 각본상, 영국 아카데미 각본상 후보에 올랐다.

## 연출 작품 목록

### 영화
| 연도 | 제목            | 원제            | 감독                             | 비고 |
| ---- | --------------- | --------------- | -------------------------------- | ---- |
| 1995 | 포카혼타스      | Pocahontas      | 마이크 게이브리얼, 에릭 골드버그 |      |
| 1999 | 오랫동안        | Ever After      | 앤디 테넌트                      |      |
| 2000 | 28일 동안       | 28 Days         | 베티 토머스                      |      |
| 2000 | 에린 브로코비치 | Erin Brockovich | 스티븐 소더버그                  |      |
| 2014 | 당신이 그녀라면 | In Her Shoes    | 커티스 핸슨                      |      |
| 2006 | 샬롯의 거미줄   | Charlotte's Web | 게리 위닉                        |      |
| 2009 | 솔로이스트      | The Soloist     | 조 라이트                        |      |
| 2015 | 제5침공         | The 5th Wave    | J 블레이크슨                     |      |
| 2016 | 확인            | Confirmation    | 릭 파무이와                      |      |